# Torgeir Ljosvetningagode
Torgeir Ljosvetningagode Torkelsson (född 940) var Islands lagsagoman vid Alltinget under åren 985–1001. På den tiden uppstod en tvist mellan de kristna och hedniska. Torgeir var de sistnämndas ledare, och ledaren för de kristna hette Sidu-Hall. Det sägs att för att komma till ett avgörande lade sig Torgeir under en fäll för att meditera i ett dygn. Sedan beslutade han att Island skulle vara kristet. Man skulle dock fortfarande tillåta förtäring av hästkött, sätta ut barn i ödemarken, och tillbedja de gamla gudarna (blota), förutsatt att det skedde i hemlighet.
Efter beslutet blev Torgeir själv kristen. Han kastade de gamla avgudabilderna i ett vattenfall, som därefter kallas Goðafoss, gudarnas vattenfall. Vattenfallet ligger på norra Island.
Torgeir ljosvetningagode förekommer i Isländingaboken och i Ljosvetningasagan.